# カール・クロウ
カール・クロウ（Carl Crow、1884年 - 1945年）は、アメリカミズーリ州出身の中国で活躍したビジネスマン。
中国上海で、当時としては珍しい西洋式広告代理店を25年以上営み、上海イブニングポストの編集者もつとめた。後に現地での見聞を13冊の本として出版した。次の著作が重要である。
- 最も有名な「400 Million Customers」（支那四億のお客さま）(1937)
- 自身が儒教徒になった理由を書いた「Master Kung: The Story of Confucius」（孔子:儒教物語）(1937)
- 逸話集「The Chinese are Like That」（中国人ってこんな人）(1938)（イギリスでは「My Friends the Chinese」（わが友、中国人）として出版）

クロウは孫文、蔣介石、宋氏三姉妹 (en)、周恩来といった中国の著名人との面談も果たしている。

## 略歴
カール・クロウは1911年に上海を訪れ、広告代理店の社長として25年間滞在した。自動車のように高額なものから石鹸などの雑貨までさまざまなものを
宣伝した。上海でのジャーナリスト、新聞社社主、広告業者の草分けとなった。また、時には緊急時巡査部長、農業地主としても活躍した。
クロウは清朝滅亡の際、北京での外交交渉にも貢献している。第一次世界大戦中には、日本の中国に対する対華21ヶ条要求をスクープしている。
1923年、山東省で孫美瑶という男を首領とする盗賊団が急行列車を急襲し、中国人300余名、外国人25名を拉致する事件が発生した。クロウは誘拐交渉人として名乗りをあげ、人質への救援物資などを盗賊団とやりとりするうちに孫美瑶の信頼を得て、事件解決のきっかけを作った。その事件の顛末を著書『わが友、中国人』の中で紹介している。
1935年、上海市議会は観光地図を作成し、クロウに出版を依頼している。この地図は2005年、他のクロウの業績、日記と共にミズーリ大学から再出版されている。
1937年、日本軍に追われて上海を脱出する。
そして1937年、『支那四億のお客さま』を出版する。
第二次世界大戦中にはオーエン・ラティモア (en) に協力して、アメリカ諜報員として中国の抗日運動に協力した。また、第二次世界大戦中にビルマ・ロードを西洋人として最初に旅している。また1942年には『日本、世界帝国への野望／田中上奏文』を、1944年には『モルモットをやめた中国人』を著し、アメリカ政府の宣伝活動に協力している。
クロウは1945年、アメリカマンハッタンで死去した。

## 著作
1913 - The Travelers Handbook for China, Hwa-Mei Book Concern, Shanghai, (1913)
1914 - America and the Philippines, Doubleday, Page & Company, Garden City, NY, (1914)
1916 - Japan and America: A Contrast, Robert M McBride & Company, New York, (1916)
1937 - I Speak for the Chinese, Harper & Brothers, New York, (1937)
1937 - Four Hundred Million Customers, Harper & Brothers, New York, (1937)
新保民八訳「支那四億のお客さま」、連合出版 (2007.10)、ISBN 978-4897722252
1938 - The Chinese Are Like That, Harper & Brothers, New York, (1938)

(Also published as My Friends the Chinese, Hamish Hamilton, London (1938))
関浩輔訳「支那人気質」、教材社 (1930)
1939 - He Opened the Door of Japan, Harper & Brothers, New York, (1939)
田坂長次郎訳「ハリス伝―日本の扉を開いた男」、平凡社東洋文庫 (1966、ワイド版2003) 、ISBN 978-4256800614
1940 - Foreign Devils in the Flowery Kingdom, Harper & Brothers, New York, (1940)
新保民八訳「支那の洋鬼―米・英の支那侵略譚」、畝傍書房 (1942)
1940 - Meet the South Americans, Harper & Brothers, New York, (1940)
1940 - Master Kung: The Story of Confucius, Harper & Brothers, New York, (1940)
1942 - Japan’s Dream of World Empire: The Tanaka Memorial, Harper & Brothers, New York, (1942)
1943 - The Great American Customer, Harper & Brothers, New York, (1943)
1944 - China Takes Her Place, Harper & Brothers, New York, (1944)
山腰敏寛訳「モルモットをやめた中国人」、東方書店 (1993.5)、ISBN 978-4497933935
1945 - The City of Flint Grows Up, Harper & Brothers, New York, (1945)